# Victor Foubert
Victor Foubert, né le 12 octobre 2002, est un joueur international de hockey sur gazon belge qui joue au poste de milieu de terrain au KHC Dragons.

## Biographie
Victor est né le 12 octobre 2002 en Belgique.

## Carrière

### En club
Victor joue actuellement dans le club anversois du KHC Dragons dans le championnat belge. Il a même été champion de Belgique avec le KHC Dragons lors de la saison 2020-2021 en battant le Waterloo Ducks en finale.

### En équipe nationale

#### Espoirs
En juillet 2022, Victor faisait partie du noyau espoirs de la Belgique pour participer à l'Euro espoirs 2022 à Gand dont les U21 belges remportaient la médaille de bronze en battant l'Espagne 3 - 1 en match pour la 3e place, se qualifiant par la même occasion pour la Coupe du monde espoirs 2023 qui s'est déroulé en Malaisie à Kuala Lumpur en décembre 2023.
En décembre 2023, il faisait une nouvelle fois partie du noyau espoirs de la Belgique pour participer à la Coupe du monde 2023 qui s'est tenue à Kuala Lumpur en Malaisie dont la Belgique a terminé 9e.

#### Seniors
Entre février et juin 2024, il fait partie du noyau B de la Belgique pour participer à la Ligue professionnelle 2023-2024 dont la Belgique termine 5e à la fin de la phase de ligue,.
En septembre 2024, il fait provisoirement partie de l'équipe première de la Belgique pour participer également à la Ligue professionnelle 2024-2025 pour la session de décembre à Amsterdam aux Pays-Bas y compris pour le cycle 2024-2028 soit jusqu'à la Coupe du monde 2026 et aux Jeux olympiques de Los Angeles.
Le 1er décembre 2024, il fait ses débuts contre les Pays-Bas en Pro League dont la Belgique a partagé l'enjeu 1 - 1 avec les Pays-Bas à Amsterdam aux Pays-Bas.
En 2025, il fait définitivement partie de l'équipe première de la Belgique pour participer à la Ligue professionnelle 2024-2025 pour les sessions de Santiago del Estero en Argentine et d'Anvers en Belgique du 19 février à 29 juin 2025.

## Palmarès
- : 3e à l'Euro espoirs 2022